# Режабек Франц Станіславович
Франц Станіславович (В'ячеславович) Режабек (1856–1920) — історик античності

## Життєпис та науковий доробок
Народився у Богемії у с. Драговіци. Його батько (австрійсько-підданий) був сільським старостою.
В 1879 приймає російське підданство. Середню освіту він одержав у Олександрівський класичній гімназії Миколаєва, яку закінчив із золотою медаллю. Вищу освіту отримав на історико-філологічному факультеті Імператорського Новоросійського університету, по закінченні якого в 1884, він був залишений для підготовки до професорського звання (1885—1887). Учень Ф.Успенського.
Після складання магістерського іспиту був призначений приват-доцентом кафедри загальної історії ІНУ (1888—1893). Читав лекції по історії імператорського Рима. Відряджений за кордон з науковими цілями (1893—1895), відвідав Прагу і Берлін. В 1896 захистив магістерську дисертацію «Маркоманські війни», що дотепер є єдиною монографією з цього питання. Після захисту дисертації читав лекції і вів практичні заняття за загальним курсом історії Західної Європи, спецкурси з історії Візантії.
З березня 1900 завідує історико-філологічним кабінетом Імператорського Новоросійського університету. Працював у закордонних бібліотеках, знайомлячись із науковою літературою, що була недоступною в Одесі. Улітку 1904 відвідав Відень і Берлін. У результаті цієї плідної роботи був написаний звіт про закордонне відрядження «Про розробку деяких відділів візантійської історії». Звіт складався із трьох розділів і містив аналіз джерел, докладну історіографію «по історії взаємних відносин Візантії й Заходу». До цієї поїздки встиг побувати у Російському археологічному інституті у Константинополі. Улітку наступного 1905 працював у Паризькій Національній бібліотеці. У березні 1906 подає на конкурс і стає екстраординарним професором по кафедрі загальної історії Ніжинського історико-філологічного інституту (1906—1920).
У лютому 1920 помер від тифу.

## Праці
- В историческом древне-римском семинарии (в Праге). Заметки приват-доцента Ф. В. Режабека Одесса, 1894;
- Маркоманские войны. Одесса, 1895;
- О разработке некоторых отделов византийской истории (отчет о заграничной командировке летом 1904 г) // ЗИНУ. 1905. -Т.100. -Ч.2. (отд. отт.).